# Aeshna
Aeshna Fabricius, 1775 è un genere di Odonati della famiglia Aeshnidae.

## Etimologia
Fabricius non descrisse l'origine del nome scientifico "Aeshna", e diverse sono le ipotesi etimologiche; una di queste fa risalire l'etimologia al greco α (privativo) + ισχνós, η, oυ = estenuato in riferimento alla caratteristica di instancabili volatori degli insetti appartenenti a questo genere.

## Descrizione
La ninfa è caratterizzata da 6-9 segmenti di spine laterali sull'addome e dall'assenza di uncini sul dorso.
Gli adulti hanno una livrea blu con strisce più scure marroni. Le ali sono acutamente frastagliate nei margini inferiori con stigmate lineari vicino alle estremità. Gli occhi sono caratteristici osservati dal dorso, in quanto i globi oculari si incontrano nella porzione mediana della testa.

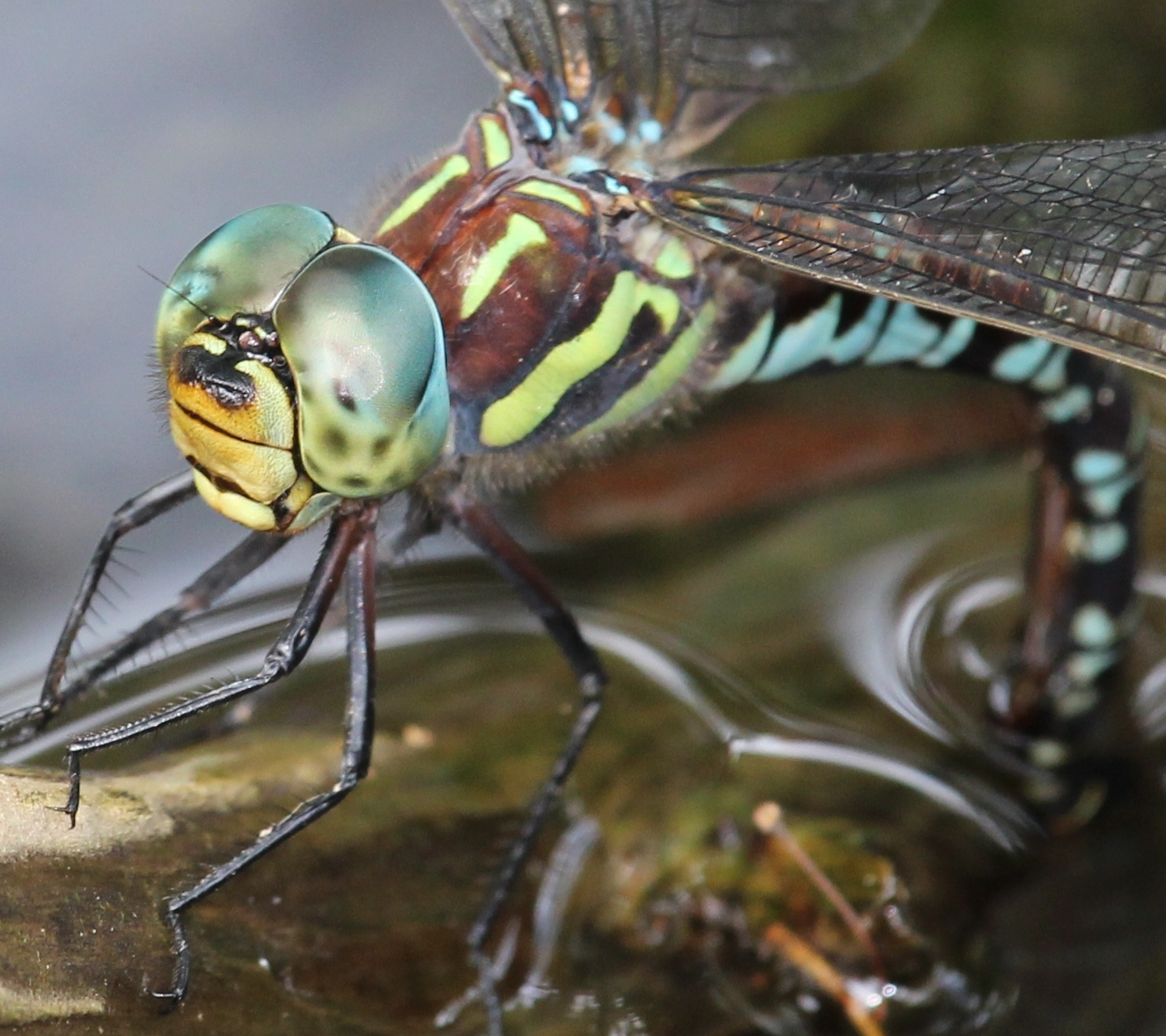
Testa di femmina di Aeshna crenata
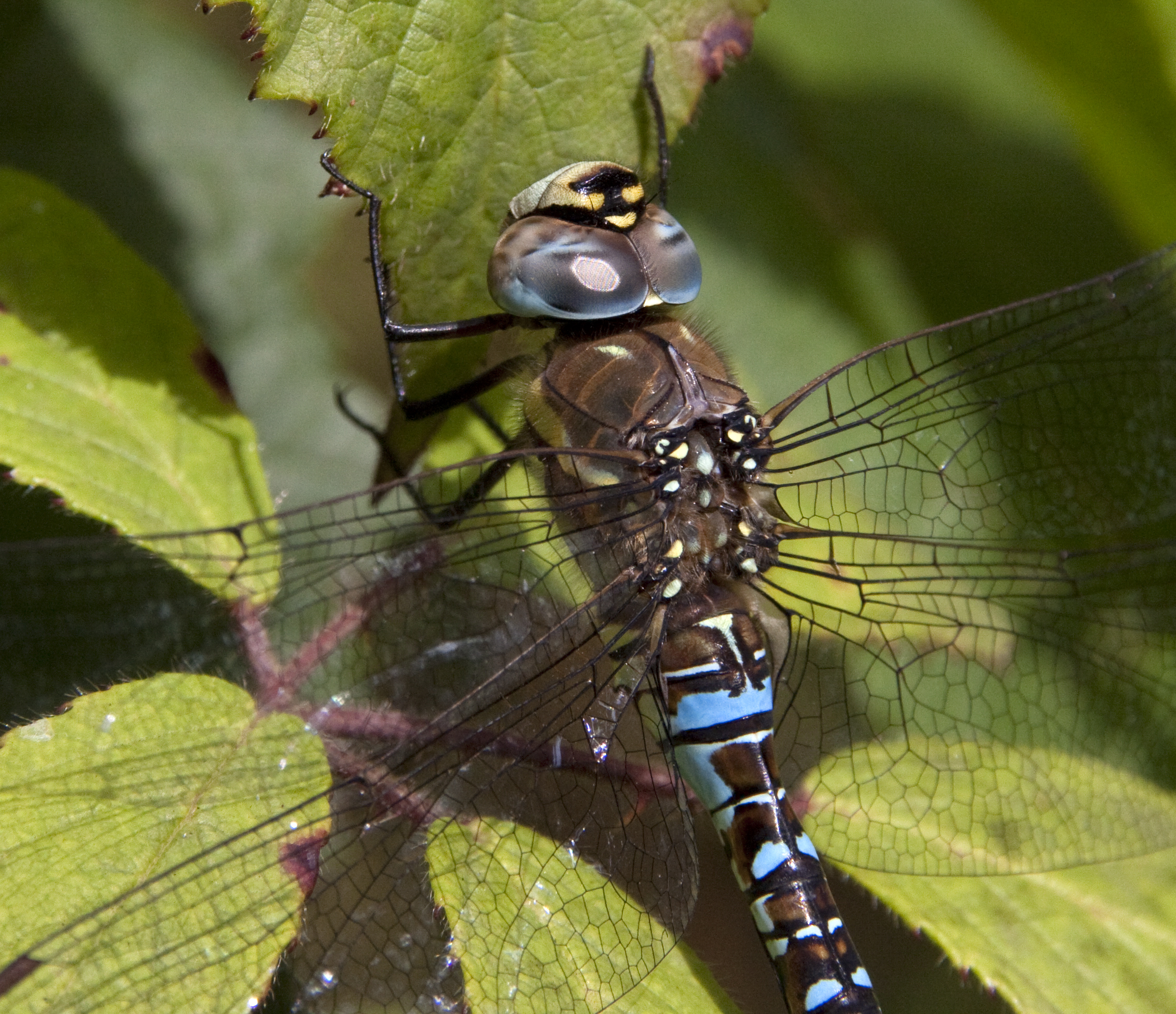
Aeshna mixta
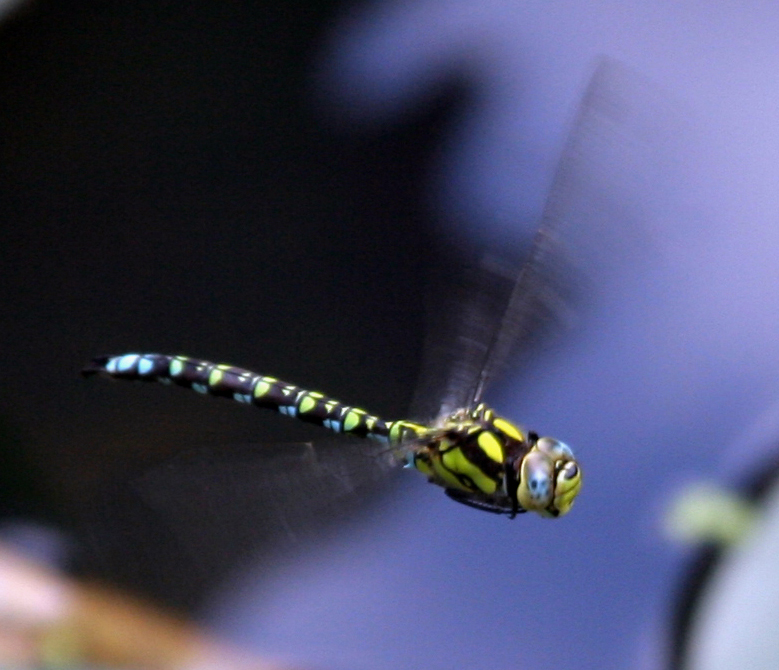
Aeshna cyanea in volo
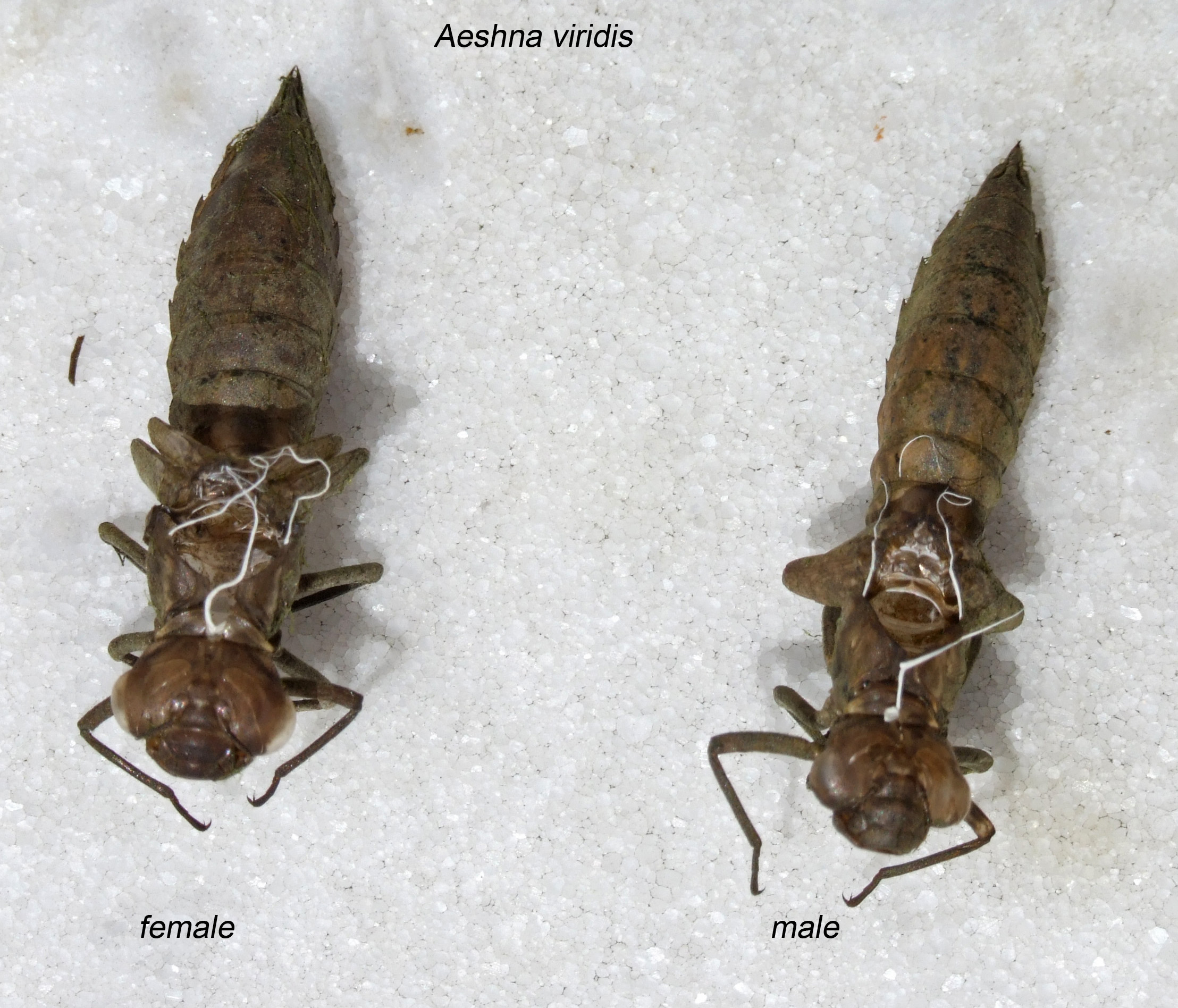
Ninfe di Aeshna viridis
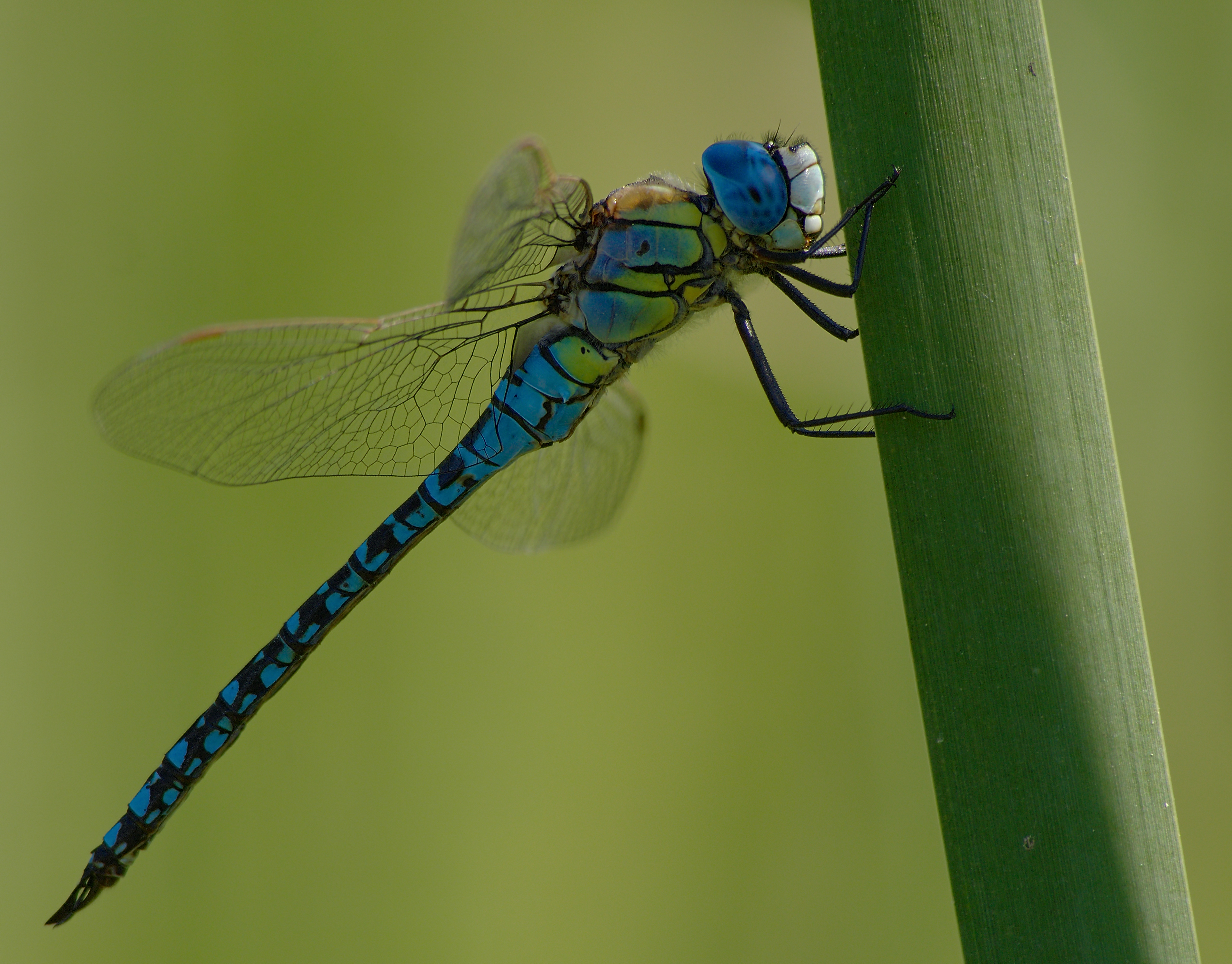
Aeshna affinis
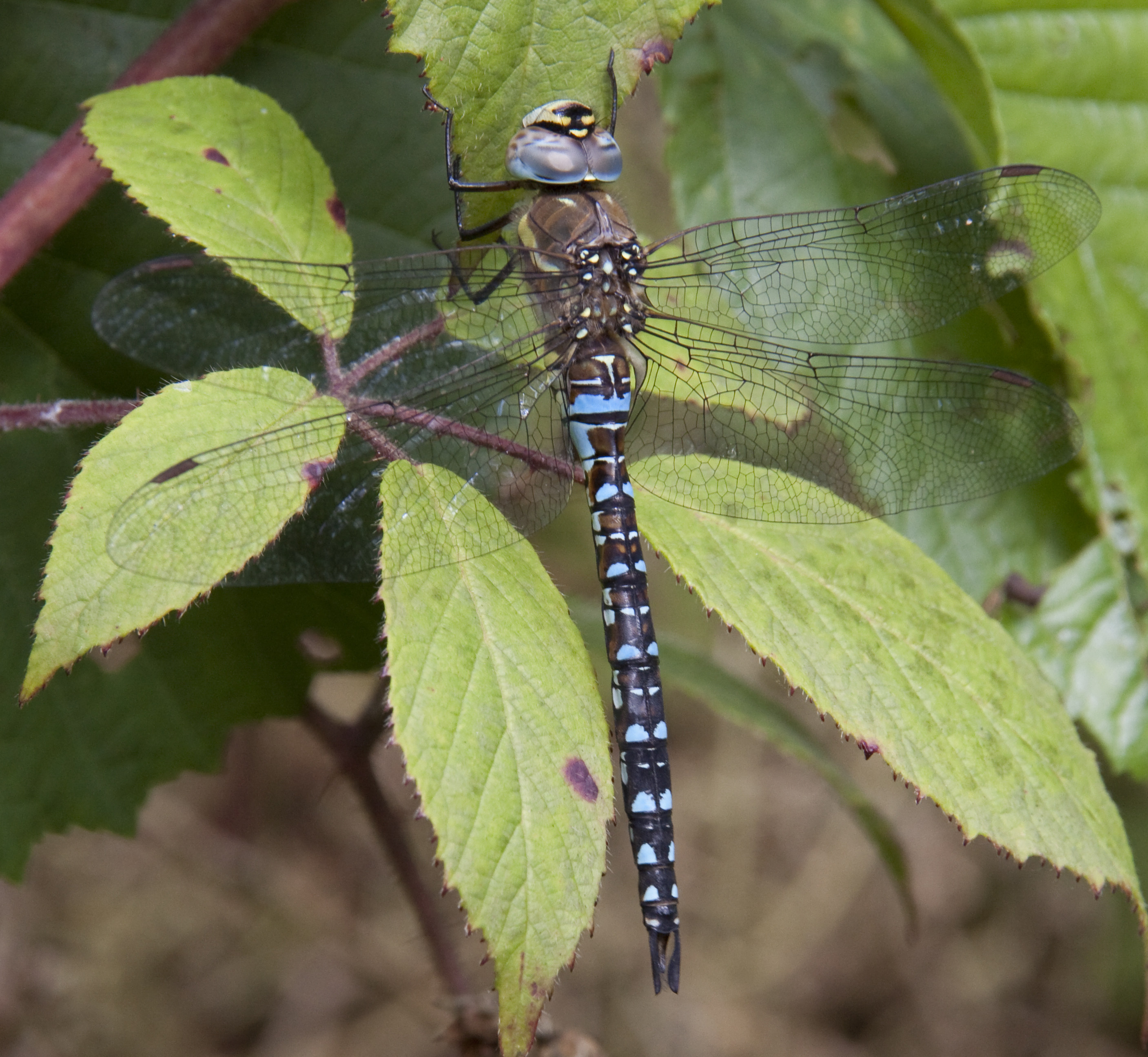
Aeshna juncea

## Biologia
Gli insetti del genere Aeshna, sia nelle forme giovanili che in quelle adulte, sono abilissimi predatori di larve e piccoli invertebrati; instancabili volatori, pattugliano le zone umide alla ricerca di prede. Buona parte delle specie sono di abitudini diurne, ma alcune prediligono le ore notturne per la predazione. Lo stadio adulto viene raggiunto dopo circa 3 anni e le femmine, non appena raggiunta la maturità sessuale, si accoppiano e depositano un primo cluster di uova. Nelle successive settimane di vita, avvengono diverse deposizioni, preferibilmente in fusti o steli di piante acquatiche macrofite, con la femmina che arriva a immergersi completamente in acqua. Le ninfe prediligono acque fresche, superficiali e riparate, con presenza erbosa..

## Tassonomia
Comprende le seguenti specie:
- Aeshna affinis Van der Linden, 1820
- Aeshna athalia Needham, 1930
- Aeshna baicalensis Belyshev, 1964
- Aeshna caerulea (Ström, 1783)
- Aeshna canadensis Walker, 1908
- Aeshna clepsydra Say, 1840
- Aeshna constricta Say, 1840
- Aeshna crenata Hagen, 1856
- Aeshna cyanea (Müller, 1764)
- Aeshna eremita Scudder, 1866
- Aeshna frontalis Navás, 1936
- Aeshna grandis (Linnaeus, 1758)
- Aeshna interrupta Walker, 1908
- Aeshna isoceles Muller, 1767
- Aeshna juncea (Linnaeus, 1758)
- Aeshna lucia Needham, 1930
- Aeshna mixta Latreille, 1805
- Aeshna osiliensis Mierzejewski, 1913
- Aeshna palmata Hagen, 1856
- Aeshna persephone Donnelly, 1961
- Aeshna petalura Martin, 1908
- Aeshna septentrionalis Burmeister, 1839
- Aeshna serrata Hagen, 1856
- Aeshna shennong Zhang & Cai, 2014
- Aeshna sitchensis Hagen, 1861
- Aeshna subarctica Walker, 1908
- Aeshna tuberculifera Walker, 1908
- Aeshna umbrosa Walker, 1908
- Aeshna vercanica Schneider, Schneider, Schneider, Vierstraete & Dumont, 2015
- Aeshna verticalis Hagen, 1861
- Aeshna viridis Eversmann, 1836
- Aeshna walkeri Kennedy, 1917
- Aeshna williamsoniana Calvert, 1905